# Aghybai Smaghulow
Aghybai Dynkenuly Smaghulow (kasachisch Ағыбай Дынкенұлы Смағұлов, russisch Агыбай Дынкенович Смагулов Agybai Dynkenowitsch Smagulow; * 2. August 1956 in Barnaul, Russische SFS, Sowjetunion) ist ein kasachischer Diplomat und seit Mai 2011 Botschafter Kasachstans in Tadschikistan; zuvor war er Botschafter in Afghanistan. Er ist verheiratet und hat zwei Kinder.

## Biografie
Smaghulow absolvierte 1977 das Moskauer Institut des russischen Inlandsgeheimdienstes FSB und leistete bis 1992 Dienst bei den Grenztruppen des KGB. Nachdem Kasachstan 1992 seine Unabhängigkeit erklärt hatte, wurde er Leiter des Ministeriums für Außenwirtschaftsbeziehungen der neuen Republik Kasachstan und Berater der Präsidialverwaltung.
Von 1996 bis 1998 besetzte er die Position des ersten Sekretärs und Beraters der Botschaft Kasachstans in der Republik Korea, bevor er zwei Jahre lang die Abteilung für Information, Analyse und Planung der Außenpolitik im kasachischen Außenministerium leitete. Außerdem war er Abteilungsbevollmächtigter der Abteilung für außenwirtschaftliche Beziehungen und Investitionen im Außenministerium.
Von 2000 bis 2004 war er Botschaftsrat der Botschaft Kasachstans im Iran und von 2004 bis 2005 Leiter der Kanzlei des kasachischen Außenministers. Im Jahr 2005 wurde Smaghulow Direktor der Abteilung für Information, Analyse und Prognosen des Ministeriums für Auswärtige Angelegenheiten der Republik Kasachstan.
2005 wurde er vom kasachischen Präsidenten Nursultan Nasarbajew zum Botschafter Kasachstan in Afghanistan bestellt. Seit Mai 2011 ist Smaghulow außerordentlicher und bevollmächtigter Botschafter Kasachstans in der Republik Tadschikistan.